# Робер Папаремборд
Робер Папарембор (фр. Robert Paparemborde, 5 липня 1948, Феас — 18 квітня 2001, Париж) — легкоатлет та регбіст, гравець клубів Сексьйон Палуаз і Рейсінг Клаб де Франс.

## Біографія
Робер Папарембор почав свою кар'єру як легкоатлет (естафета 4х100 метрів). Пізніше зацікавився дзюдо (чемпіон Франції у 1964 році) та гандболом (1967).
У 18 років, Робер ввійшов до складу команди Сексьйон Палуаз і до команди ліцею Жана-Луї Барту в По. У 20 років молодий Робер був досить умілим та швидким гравцем. У 1968, Папарембор почав тренувати на позиції лівого стовпа. На тій же самій позиції виступив в грі проти збірної Нової Зеландії, яка відбулась у 1979 році.
В наступному році, Робер став одним із засновників клубу Барбаріанс Франсе (Французькі Варвари). Уже 1 травня 1980 року, ново спечений клуб розіграв матч проти збірної Шотландії в місті Ажен. Варвари виграли матч з рахунком 26:22. Його також було обрано капітаном під час другого та третього матчів Варварів: 15 травня 1981 року проти Кравшей в Клермон-Феррані (перемога 34:4) та 7 листопада 1981 року проти Нової Зеландії в Байонні (програна 18:28).
Два роки по тому, 23 листопада 1983 року він знову став капітаном своєї останньої гри з Французькими Варварами проти збірної Австралії в Тулоні. Варвари програли двома балами (21:23).
Він також був тренером і президентом клубу Рейсінг Клаб де Франс. Він привів клуб до чемпіонату Франції в 1990 році (працюючи технічним директором), а також довів команду до фіналу в 1987 році (будучи їхнім тренером).
Він був членом керівного комітету ФРКА з 1980 по 1984 роки, програв також вибори на пост президента в 1991 році. Рік після вступу Бернара Лапассе на посаду президента у кінці 1991 року, Робер Папарембор був змушений піти у відставку через те, що він сам хотів змусити піти у відставку тренера Франції П'єра Бербізьє після його поразки проти збірної Аргентини в Нант.
Він також був одним з щомісячних акціонерів Регбі Дроп Інтернешинал (фр. Rugby Drop International) і директором людських відносин великої групи французьких продуктів. У 2009 році коледжу Коломб (фр. Colombes) було надано його ім'я.

## Досягнення
Чемпіонат Франції:
- Півфіналіст: 1974

Турнір п'яти націй:
- Великий Шолом: 1977, 1981[7][8]
- Учасник: 1983 [9]

Середземноморські ігри:
- Переможець: 1979